# The Split (serie televisiva)
The Split è una serie televisiva britannica ideata e co-scritta da Abi Morgan, trasmessa in prima visione su BBC One dal 24 aprile 2018 al 9 maggio 2022. In Italia è inedita, ma ne è realizzato un remake intitolato Studio Battaglia.

## Trama
La serie segue le vicende di due tra gli studi legali (fittizi) più famosi di Londra, lo Studio Defoe e lo Studio Noble & Hale, nonché le vicende della famiglia Defoe.

## Episodi
| Stagione         | Episodi | Prima TV (originale) | Prima TV (Italia) |
| ---------------- | ------- | -------------------- | ----------------- |
| Prima stagione   | 6       | 2018                 | inedita           |
| Seconda stagione | 6       | 2020                 | inedita           |
| Terza stagione   | 6       | 2022                 | inedita           |

## Personaggi e interpreti

### Personaggi principali
- Hannah Stern (stagioni 1–3), interpretata da Nicola Walker.
Un'avvocata divorzista che lavora per Noble & Hale.
- Nathan Stern (stagioni 1–3), interpretato da Stephen Mangan.
Il marito di Hannah, un avvocato.
- Rose Defoe (stagioni 1–3), interpretata da Fiona Button.
Sorella minore di Hannah e Nina.
- Nina Defoe (stagioni 1–3), interpretata da Annabel Scholey.
Sorella minore di Hannah e maggiore di Rose, è una collega avvocato divorzista per Defoe, lo studio di famiglia.
- Christie Carmichael (stagioni 1–3), interpretato da Barry Atsma.
Ex fidanzato di Hannah che lavora anche per Noble & Hale.
- Davey McKenzie (stagione 1), interpretato da Stephen Tompkinson.
Un milionario che divorzia dalla moglie.
- Goldie McKenzie (stagioni 1 e 3), interpretata da Meera Syal.
Moglie di Davey e segretaria della sua azienda.
- Oscar Defoe (stagione 1), interpretato da Anthony Head.
Il padre perduto da tempo di Hannah, Nina e Rose.
- Ruth Defoe (stagioni 1–3), interpretata da Deborah Findlay.
La madre di Hannah, Nina e Rose, e la direttrice dell'azienda di famiglia.
- James Cutler (stagioni 1–3), interpretato da Rudi Dharmalingam.
Il fidanzato di Rose, poi marito.
- Alexander 'Zander' Hale (stagioni 1–3), interpretato da Chukwudi Iwuji.
Il direttore di Noble Hale Defoe.
- Fi Hansen (stagione 2), interpretata da Donna Air.
Una famosa presentatrice divorzia dal marito violento Richie.
- Richie Hansen (stagione 2), interpretato da Ben Bailey Smith.
Il marito violento e controllante di Fi.
- Tyler Donaghue (stagioni 2–3), interpretato da Damien Molony.
Il fidanzato di Zander, poi marito.
- Prof Ronnie (stagioni 2–3), interpretato da Ian McElhinney.
Un amico e in seguito interesse amoroso di Ruth Defoe.
- Kate Pencastle (stagione 3), interpretata da Lara Pulver.
Una psicologa infantile e nuova partner di Nathan.

### Personaggi secondari
- Glen Peters (stagioni 1 e 3), interpretato da Kobna Holdbrook-Smith.
Il vicario che esegue la cerimonia di matrimonio di Rose e James.
- Yvonne Duchy (stagione 1), interpretata da Maggie O'Neill.
La migliore amica di Goldie, che ha una relazione con suo marito.
- Maya (stagione 1), interpretata da Josette Simon.
La seconda partner di Oscar Defoe.
- Rex Pope (stagioni 1–2), interpretato da Mathew Baynton.
Un cabarettista.
- Liv Stern (stagioni 1–3), interpretata da Elizabeth Roberts.
La figlia maggiore di Hannah e Nathan.
- Tilly Stern (stagioni 1–3), interpretata da Mollie Cowen.
La figlia minore di Hannah e Nathan.
- Vinnie Stern (stagioni 1–3), interpretato da Toby Oliver.
Figlio di Hannah e Nathan, fratello di Liv e Tilly.
- Maggie Lavelle (stagioni 1–2), interpretata da Ellora Torchia.
Una giovane avvocata presso Noble & Hale.
- Chloe (stagione 2), interpretata da Amaka Okafor.
Una giovane associata che lavora con Nathan.
- Sasha (stagione 1), interpretato da Brenock O'Connor.
Il fidanzato di Liv Stern.
- Joyce Aspen (stagione 1), interpretata da Kerry Fox.
Una giudice.
- Melanie Aickman (stagioni 2–3), interpretata da Anna Chancellor.
Un'avvocata di famiglia.
- Leonora "Lennie" Hale (stagione 3), interpretata da Karen Bryson.
La sorella di Zander che sta cercando di divorziare dal marito.
- Felix Sanderson (stagione 3), interpretato da Clarence Smith.
Il marito di Leonora.
- Gael (stagione 3), interpretato da Alex Guersman.
Il fidanzato argentino di Liv.
- Caroline (stagione 3), interpretata da Lindsay Duncan.
L'ex moglie di un conte defunto.
- India (stagione 3), interpretata da Jemima Rooper.
La giovane vedova del defunto conte.
- Prisha (stagione 3), interpretata da Radhika Aggarwal.
Mmoglie del destinatario del cuore di James.
- JJ Johnson (stagione 3), interpretato da Gerald Kyd.
Un avvocato di famiglia.

## Riconoscimenti
- 2022 – TV Choice Awards UK[1]
  - Candidatura per la miglior attrice a Nicola Walker
- 2023 – Broadcasting Press Guild[2]
  - Candidatura per la miglior attrice a Nicola Walker